# Three Dollar Bill, Yall$
Albums de Limp Bizkit
Significant Other
(1999)
Singles
1. Counterfeit
Sortie : 26 août 1997
2. Sour
Sortie : 1998
3. Faith
Sortie : 31 octobre 1998

Three Dollar Bill, Yall$ est le premier album studio de Limp Bizkit, sorti le 1er juillet 1997.
L'album s'est classé 1er au Billboard Heatseekers et 22e au Billboard 200 et a été certifié disque de platine par la Recording Industry Association of America (RIAA) le 2 mars 1999.

## Liste des titres
| No  | Titre           | Contient un (des) sample(s) de | Durée |
| --- | --------------- | --- | ----- |
| 1.  | Intro           | | 0:48  |
| 2.  | Pollution       | | 3:52  |
| 3.  | Counterfeit     | | 5:08  |
| 4.  | Stuck           | Kool Is Back de Funk, Inc. Impeach the President de Honey Drippers Institutionalized des Suicidal Tendencies Human Beat Box des Fat Boys Rebel Without a Pause de Public Enemy What I Am d'Edie Brickell & New Bohemians | 5:25  |
| 5.  | Nobody Loves Me | | 4:28  |
| 6.  | Sour            | | 3:33  |
| 7.  | Stalemate       | | 6:14  |
| 8.  | Clunk           | | 4:03  |
| 9.  | Faith           | | 3:52  |
| 10. | Stink Finger    | | 3:03  |
| 11. | Indigo Flow     | | 2:23  |
| 12. | Leech           | | 2:11  |
| 13. | Everything      | | 16:26 |

## Musiciens du groupe
- Fred Durst : chant
- Sam Rivers : basse , chœurs
- Wes Borland : guitares , chœurs
- John Otto : batterie

- DJ Lethal : claviers, platines, sample, programmation

## Musicien supplémentaire
- Scott Borland: claviers sur les titres 1,2 et 6